# Wacław Julian Paszkowski

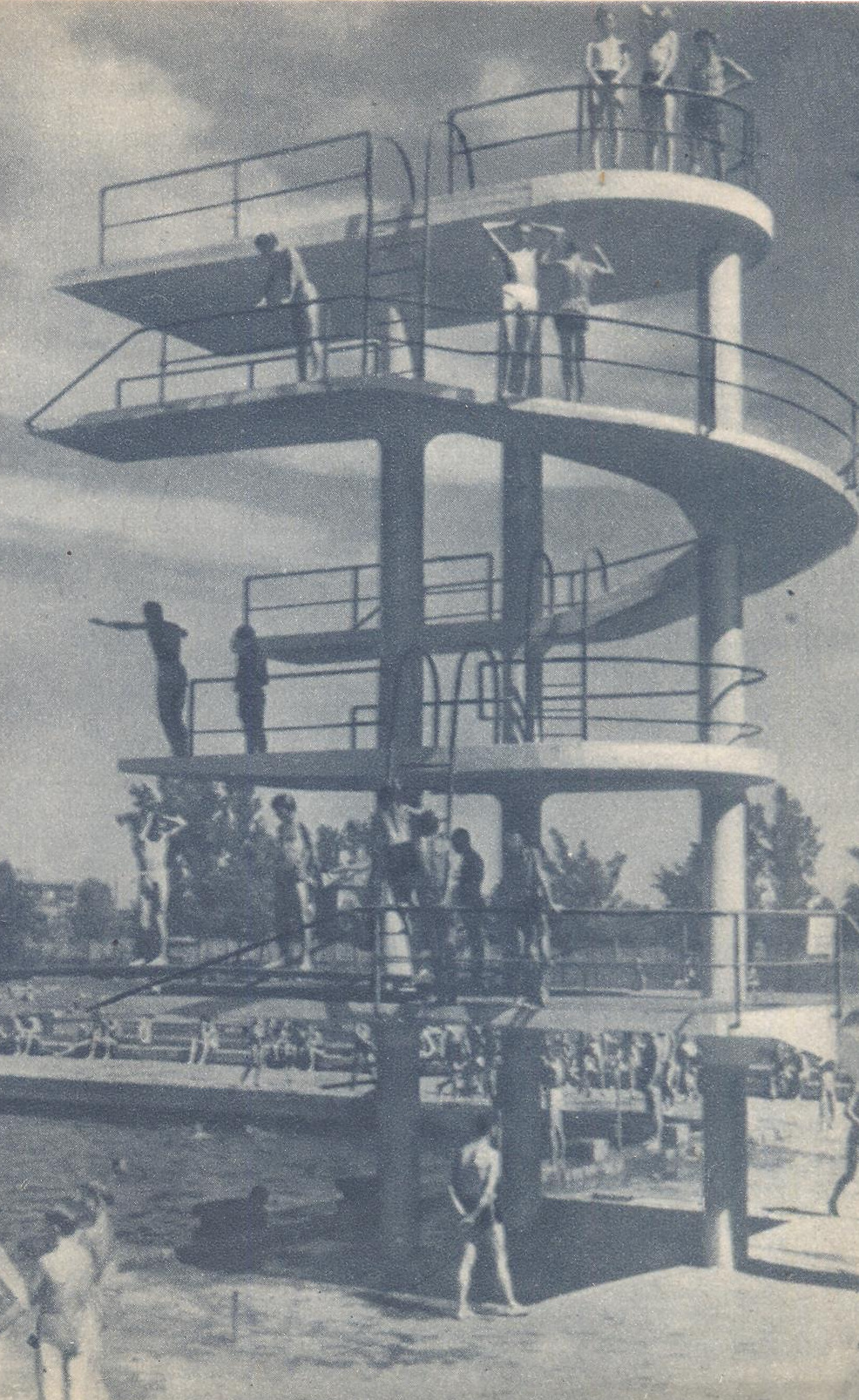
10-metrowa wieża do skoków – Stadion Legii Warszawa, wg proj. Wacława Paszkowskiego, otwarta listopad 1928

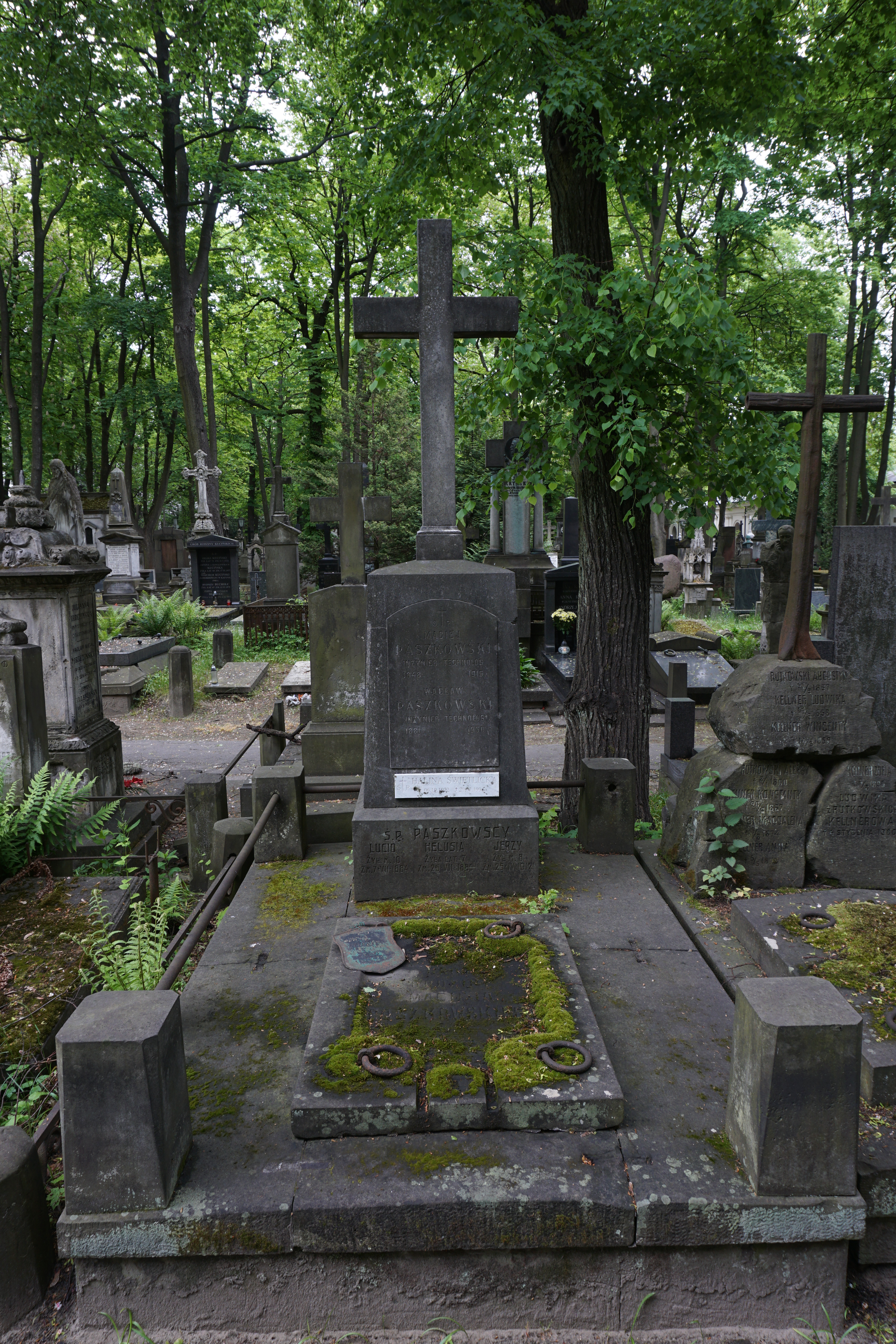
Grób Wacława Paszkowskiego na cmentarzu Powązkowskim

Wacław Julian Paszkowski (ur. 14 marca 1881 w Warszawie, zm. 6 lipca 1950 tamże) – polski inżynier technolog (żelbetnictwo), profesor Politechniki Warszawskiej, minister komunikacji w rządzie Józefa Świeżyńskiego (1918).

## Życiorys
Był synem Macieja (inżyniera technologa, dyrektora kolei nadwiślańskiej, następnie moskiewsko-brzeskiej) oraz Marii z domu Groer. W latach 1899–1904 studiował na wydziale mechanicznym Petersburskiego Instytutu Technologicznego w Petersburgu, gdzie uzyskał stopień inżyniera technologa. Po studiach pracował (do 1906) jako projektant konstrukcji żelaznych i dźwigów w fabryce Towarzystwa Akcyjnego „Wł. Gostyński i S-ka” w Warszawie, zaprojektował m.in. żelazne konstrukcje wież warszawskiego kościoła pod wezwaniem Zbawiciela. W 1906 wyjechał na dwa lata do USA, gdzie był projektantem i nadzorcą budowy żelbetowych mostów kolejowych. Od 1908 pracował w biurze budowy Trzeciego Mostu (most Poniatowskiego) w Warszawie. Od 1911 prowadził dział „Żelazo-Beton” w redakcji pisma „Przegląd Techniczny”. W 1914 otworzył własne biuro projektowe.
Wykładowca żelbetnictwa w ramach Kursów Wieczornych dla Techników (1911-1915) na Wydziale Technicznym Towarzystwa Kursów Naukowych w Warszawie. W latach 1914–1915 wykładał także żelbetnictwo na Kursach Architektonicznych (stworzonych w Warszawie dla studentów uczelni zagranicznych, którym wybuch wojny uniemożliwił wyjazd na studia). W 1915 został członkiem Komisji Politechnicznej przy Wydziale Oświecenia Komitetu Obywatelskiego miasta Warszawy, brał udział w opracowywaniu programów i organizacji Politechniki Warszawskiej. W 1915 został ewakuowany w głąb Rosji. Był członkiem Centralnego Komitetu Obywatelskiego Królestwa Polskiego w Rosji w 1915. Po wybuchu rewolucji rosyjskiej udało mu się powrócić do kraju. Od końca 1917 wykładał w zastępstwie budownictwo przemysłowe na Wydziale Budowy Maszyn, a od 1918 żelbetnictwo na Wydziale Inżynierii Lądowej oraz na Wydziale Architektury Politechniki Warszawskiej. W latach 1929–1932 był dziekanem Wydziału Inżynierii Lądowej, w 1936 zorganizował na Politechnice Warszawskiej specjalną pracownię badań betonu.
Od 23 października do 4 listopada 1918 był ministrem komunikacji w krótkotrwałym gabinecie Józefa Świeżyńskiego. W lipcu 1920 został członkiem Komitetu Przemysłowego przy Ministerstwie Spraw Wojskowych, w okresie wojny polsko-bolszewickiej kanonier w 1. pułku artylerii polowej. Po wojnie z ramienia Ministerstwa Przemysłu i Handlu likwidował demobil wojenny. W 1923 założył przedsiębiorstwo budowlano-inżynieryjne „W. Paszkowski, F. Próchnicki i S-ka”, gdzie był przewodniczącym zarządu oraz kierownikiem prac inżynierskich. Jako projektodawca i kierownik robót uczestniczył we wznoszeniu wielu warszawskich budowli, m.in. siedziby Państwowej Szkoły Higieny przy ul. Chocimskiej, gmachu rozdzielczego, kotłowni i fundamentów pod turbogeneratory Elektrowni Warszawskiej i hali fabrycznej zbrojowni na Pradze.
We wrześniu 1939 był członkiem Komitetu Obywatelskiego przy dowódcy Armii „Warszawa” (kierowanego przez prezydenta Starzyńskiego). Podczas wojny ratował przed rozbiórką domy uszkodzone w wyniku działań wojennych; brał również udział w tajnym nauczaniu. Po 1945 był dyrektorem Oddziału Inżynieryjnego Społecznego Przedsiębiorstwa Budowlanego w Warszawie, kierował odbudową mostu kolejowego pod Cytadelą w Warszawie oraz mostów na Wiśle w Dęblinie i Sandomierzu.
Był członkiem Towarzystwa Naukowego Warszawskiego (od 1930) oraz Akademii Nauk Technicznych (od 1932). W 1931 przewodniczył komitetowi organizacyjnemu I Zjazdu Żelbetników Polskich, brał udział także w konferencjach zagranicznych. W 1934 współzakładał Polski Związek Inżynierów Budowlanych, 1945–1948 był jego prezesem.
Był wybitnym badaczem technologii betonu. Stworzył oryginalne metody projektowania składu betonu, rozróżniania granulometrycznego piasku od żwiru, określenia zawartości pyłów w kruszywie. Opublikował m.in.: Żelbetnictwo (1919), Racjonalne wytwarzanie betonu w świetle prac amerykańskich (1926), Kruszywo jako materiał do wyrobu betonu (1930), Fizyczne cechy piasku w betonie (1933), Tabele do obliczania przekrojów żelbetowych (1946), Technologia betonu (1946), Teoria żelbetu (1948).
Pochowany na cmentarzu Powązkowskim (kwatera 22-2-12,13).

## Ordery i odznaczenia
- Złoty Krzyż Zasługi (9 listopada 1932)[5]

## Upamiętnienie
Jego imieniem została nazwana ulica na warszawskim Wyględowie (część Mokotowa).